# 上府中村
上府中村（かみふなかむら）は、神奈川県足柄下郡に存在した村。現在の小田原市東部の酒匂川と御殿場線の中間に位置した。

## 地理
- 用水路：酒匂堰

## 歴史
- 1889年（明治22年）4月1日 - 町村制の施行により、高田村、千代村、永塚村、延清村、西大友村、東大友村、別堀村が合併して上府中村が発足。
- 1954年（昭和29年）12月1日 - 小田原市に編入。同日上府中村廃止。